# Partido de Cliza
El partido o subdelegación de Cliza  (o Clisa) fue una subdivisión de la intendencia de Cochabamba del virreinato del Río de la Plata dentro del Imperio español. Tuvo como cabecera en el pueblo de Tarata. 
Hoy todo el territorio del partido de Cliza forma parte del departamento de Cochabamba en Bolivia. Las actuales provincias de: Esteban Arze, Germán Jordán, Punata, y parte de las provincias de Arani y Tiraque formaron parte del partido de Cliza, actualmente conocido como el Valle Alto cochabambino. El partido de Cliza estaba formado por cuatro curatos: Tarata, Paredón, Punata y Arani.
El comisionado real Alonso Maldonado de Torres, presidente de la Real Audiencia de Charcas, deslindó los límites entre las diócesis de La Plata y de Santa Cruz de la Sierra mediante un auto el día 17 de febrero de 1609. Dispuso que esta última diócesis comprendiera el partido de Cliza.

## Límites del partido de Cliza
El partido limitaba al norte con el Partido de Sacaba, al sur con el gobierno de Potosí, al este con el partido de Mizque, al oeste con el partido de Arque, y al norte con el partido de Sacaba y el distrito capital “Villa de Oropeza”.

## Geografía del partido de Cliza
El partido comprende el valle del mismo nombre el: “Valle de Cliza” que es el más ancho de la provincia, al norte se encuentran elevaciones como el cerro Tuti, al este la cordillera de Tiraque, al sur cerros, quebradas y montes en las inmediaciones del Río Grande, que sirve de frontera con el Gobierno de Potosí.
Los principales ríos del partido son: el río de Punata, río de Clisa y las quebradas de Tarata; estas aguas llegan a formar el río Tamborada.

## Agricultura y ganadería
El terreno del partido de Cliza es fértil y en sus campos se siembran: trigo, papas, maíz, ocas, cebadas; en las haciendas. En los huertos se producen toda clase de frutos. En la ganadería se cría ganado: lanar, vacuno, caballar; debido a los pastos son buenos para el engorde y la presencia de salitrales.